# Прапор Глобиного
Пра́пор Гло́биного затверджений сесією Глобинської районної ради.

## Опис
Прапор малинового кольору, розміром 1,30x2,0 м (малиновий колір українського козацтва). На прапорі зображення архангела Михаїла, одного із семи небесних янголів. У його правій руці вогняний меч, одягнений архангел Михаїл у кирею та зелену сорочку до колін. Крила в архистратига пропонуються рожеві. Зображення на прапорі з обох боків архангела Михаїла.